# Conxa Sisquella i Planas
Conxa Sisquella i Planas (Centelles, 4 de desembre de 1920 - Barcelona, 14 de març de 1996), fou pintora i una artista destacada de la postguerra.
L'any 1945 ingressà a l'Escola Superior de Belles Arts Sant Jordi i al Conservatori de les Arts del Llibre de Barcelona (Bosch, 1991, p. 10). La seva obra desenvolupà les possibilitats expressives del color, jugant amb formes elementals, elements simbòlics i recursos tècnics.
El primer èxit obtingut fou el primer premi del Saló Femení de Madrid el 1947. En aquests anys i els successius participà en els Salons d'Octubre i en els Salons de Maig, moviments de renovació artística del país. Un viatge als Estats Units de 1969 a 1970 juntament amb el seu marit, el també pintor Francesc Fornells-Pla, li serví d'un gran estímul per a la creació, ja que la posà en contacte amb l'expressionisme abstracte i amb l'obra de Jackson Pollock. Als EUA exposà a la Blue Grass Art Center Gallery, de Filadèlfia i a Nova York. També conreà el gravat (treballà al taller de gravat de la Smithsonian Institution de Washington). Durant la dècada següent s'hi dedicaria amb èxit, obrí un taller propi, i paral·lelament explorà la pintura a través de l'expressionisme abstracte. El 1973 participà en l'Exposició Internacional de Grabat de Kobe i exposà en altres ciutats del Japó.
El 1977 rebé la Medalla al XX Salón del Grabado Español Contemporáneo a Madrid.
El 1993 creà, juntament amb el seu marit, la Fundació Francesc Fornells-Pla i Conxa Sisquella a La Garriga (Barcelona) per a la difusió de l'art i el pensament actuals.

## Exposicions
- 1969: Blue Grass Art Center Gallery, Filadèlfia
- 1972: Galeria Estriarte, Madrid
- 1973: Galeria II Fondaco, Mesina, Itàlia
- 1974: Galerie Charpentier, París i Galerie Max G. Bollag, Zuric, Suïssa
- 1976: Institut d'Estudis Nord-Americans, Barcelona
- 1977: Institut Britànic, Barcelona
- 1978: Institut Francès, Barcelona
- 1979: Palau Meca, Barcelona
- 1986: Galeria Athenea, Barcelona
- 1987: Fontana d'Or, Girona
- 1992: Exposició retrospectiva amb Fornells-Pla, a l'Art Museum Ginza de Tòquio, Japó
- 2004: Exposició amb Fornells-Pla, a la Sala Municipal d'Art de la Garriga i a la Sala d'Art Caixa Manlleu de Vic
- 2006: Exposició amb Fornells-Pla, Itineraris, a la Fundació Municipal Joan Abelló, Mollet